# Dębno (Brzesko)
Pour les articles homonymes, voir Dębno.
Dębno est une localité polonaise, siège de la gmina de Dębno, située dans le powiat de Brzesko en voïvodie de Petite-Pologne.